# Tropasteron splendens
Tropasteron splendens là một loài nhện trong họ Zodariidae.
Loài này thuộc chi Tropasteron. Tropasteron splendens được B.C.Baehr miêu tả năm 2003.